# Colocasiomyia
Colocasiomyia är ett släkte av tvåvingar. Colocasiomyia ingår i familjen daggflugor.

## Arter
- Colocasiomyia alocasiae
- Colocasiomyia arenga
- Colocasiomyia baechlii
- Colocasiomyia bogneri
- Colocasiomyia colocasiae
- Colocasiomyia crassipes
- Colocasiomyia cristata
- Colocasiomyia diconica
- Colocasiomyia erythrocephala
- Colocasiomyia gigantea
- Colocasiomyia heterodonta
- Colocasiomyia iskandari
- Colocasiomyia micheliae
- Colocasiomyia nepalensis
- Colocasiomyia nigricauda
- Colocasiomyia pararenga
- Colocasiomyia pistilicola
- Colocasiomyia sagittata
- Colocasiomyia seminigra
- Colocasiomyia stamenicola
- Colocasiomyia steudnerae
- Colocasiomyia sulawesiana
- Colocasiomyia toshiokai
- Colocasiomyia xanthogaster
- Colocasiomyia xenalocasiae
- Colocasiomyia zeylanica